# Alin Potok
Alin Potok (cyr. Алин Поток) – wieś w Serbii, w okręgu zlatiborskim, w gminie Čajetina. W 2011 roku liczyła 190 mieszkańców.